# 8-я пехотная дивизия (Франция)
8-я пехотная дивизия (фр. 8e division d'infanterie) — пехотная дивизия Франции периода наполеоновских войн.

## Подчинение и номер дивизии
- 4-я пехотная дивизия Эльбского обсервационного корпуса (24 мая 1811 года);
- 2-я пехотная дивизия Эльбского обсервационного корпуса (10 января 1812 года);
- 8-я пехотная дивизия 2-го армейского корпуса Великой Армии (1 апреля 1812 года);
- 1-я пехотная дивизия 1-го Рейнского обсервационного корпуса (15 февраля 1813 года);
- 8-я пехотная дивизия 3-го армейского корпуса Великой Армии (12 марта 1813 года).

## Состав дивизии
на июнь 1812 года:
- командир — дивизионный генерал Жан-Антуан Вердье
- начальник штаба — полковник штаба Жильбер Неро
- 1-я бригада (командир — бригадный генерал Раймон Вивьес)
  - 11-й полк лёгкой пехоты
- 2-я бригада (командир — бригадный генерал Франсуа Валантен)
  - 2-й полк линейной пехоты
- 3-я бригада (командир — бригадный генерал Франсуа Пуже)
  - 37-й полк линейной пехоты
  - 124-й полк линейной пехоты
    - Всего: 11100 человек, 16 батальонов, 28 орудий[1]

на октябрь 1813 года:
- командир — дивизионный генерал Мишель Брайе
- 1-я бригада (командир — бригадный генерал Франсуа Бони)
  - 22-й полк линейной пехоты
  - 59-й полк линейной пехоты
  - 69-й полк линейной пехоты
- 2-я бригада (командир — бригадный генерал Луи Шаррьер)
  - 6-й полк лёгкой пехоты
  - 16-й полк лёгкой пехоты
  - 28-й полк лёгкой пехоты
  - 40-й полк линейной пехоты
    - Всего: 5500 человек, 15 батальонов, 16 орудий[2]

## Командование дивизии

### Командиры дивизии
- дивизионный генерал Жан-Антуан Вердье (24 мая 1811 – 17 августа 1812)
- бригадный генерал Франсуа Валантен (17 августа 1812 – 21 августа 1812)
- дивизионный генерал Николя Мезон (21 августа 1812 – 29 ноября 1812)
- бригадный генерал Луи Грюндлер (29 ноября 1812 – 17 января 1813)
- дивизионный генерал Жозеф Суам (17 января 1813 – 23 августа 1813)
- дивизионный генерал Мишель Брайе (31 августа 1813 – 7 ноября 1813)

### Начальники штаба дивизии
- полковник штаба Жильбер Неро (1812)
- полковник штаба Теодор Контамин (12 марта 1813 – 7 ноября 1813)